# Clase 803 de British Rail
La Clase 803 de British Rail AT300 es un tipo de unidad eléctrica múltiple construida por el fabricante japonés de material rodante Hitachi Rail para el operador de acceso abierto Lumo. Basado en el diseño del Hitachi A-train, se han producido un total de cinco unidades que comprenden cinco coches. La clase se utiliza para operar servicios de pasajeros en la línea East Coast Main entre King's Cross y Edimburgo-Waverley.

## Historia
En 2015, luego de un anuncio de la Oficina de Ferrocarriles y Carreteras de que permitiría a los operadores de acceso abierto ofertar por rutas ferroviarias adicionales en la línea East Coast Main, FirstGroup presentó una propuesta para operar servicios entre Londres y Edimburgo. Según su plan, First buscaría competir directamente con los servicios existentes de carretera, ferrocarril y aire ofreciendo todos los asientos de clase económica con un precio promedio de boleto de aproximadamente 25 libras esterlinas. La propuesta del nuevo servicio fue aprobada en mayo de 2016.
En marzo de 2019, First anunció que había firmado un acuerdo con Hitachi para adquirir un total de cinco nuevos trenes de cinco vagones de su línea de productos A-train para su nuevo servicio. Las unidades están financiadas por Beacon Rail con un contrato de mantenimiento de diez años. La primera carrocería llegó a las planta de fabricación de Newton Aycliffe de Hitachi en abril de 2020.
Las primeras pruebas en la red nacional se llevaron a cabo el 26 de mayo de 2021, y la clase entró en servicio público el 25 de octubre de 2021, día del lanzamiento de Lumo.

## Operación
Si bien comparte una carrocería con las variantes anteriores del tren A del Reino Unido, la Clase 803 se diferencia en que no tiene motores diesel instalados. Están equipados con baterías para permitir el mantenimiento de los servicios a bordo del tren, en caso de que falle el suministro eléctrico primario. Otros cambios incluyen que los asientos sean solo de clase estándar y la falta de un área de cocina, aunque los servicios de catering se brindan mediante el uso de un servicio de tranvía. Las unidades también cuentan con aire acondicionado, tomas de corriente y Wi-Fi gratuito.

## Detalles de la flota
| Subclase | Operador | Cantidad | Año de construcción | Coches por unidad | Unidades nro. |
| -------- | -------- | -------- | ------------------- | ----------------- | ------------- |
| 803/0    | Lumo     | 5        | 2020-2021           | 5                 | 803001-803005 |

### Numeración de vehículos
Los vehículos individuales se numeran de la siguiente manera, y los últimos tres dígitos de cada número de vehículo coinciden con los de la unidad a la que pertenece el vehículo:
| DPTS          | MS            | MS            | MS            | DPTS          | Unidades nro. |
| ------------- | ------------- | ------------- | ------------- | ------------- | ------------- |
| 841001-841005 | 842001-842005 | 843001-843005 | 844001-844005 | 845001-845005 | 803001-803005 |

Los números de vehículos europeos para la flota se crean prefijando el número de vehículo nacional con el código de tipo 93, el código de país 70 y un cero inicial; "93700...".

### Unidades con nombre
La unidad 803005 se llama Proudly from Newcastle the home of Stephenson's Works bicentenary 1823-2023.

## Accidentes e incidentes
- El 17 de abril de 2022, una Clase 803 operada por Lumo pasó por un conjunto de puntos en la estación de Peterborough a 121 km/h donde había una restricción de velocidad de 40 km/h. Algunos pasajeros salieron disparados de sus asientos y sufrieron heridas leves. La Subdivisión de Investigación de Accidentes Ferroviarios abrió una investigación sobre el incidente.[8]